# Adolf Lieben

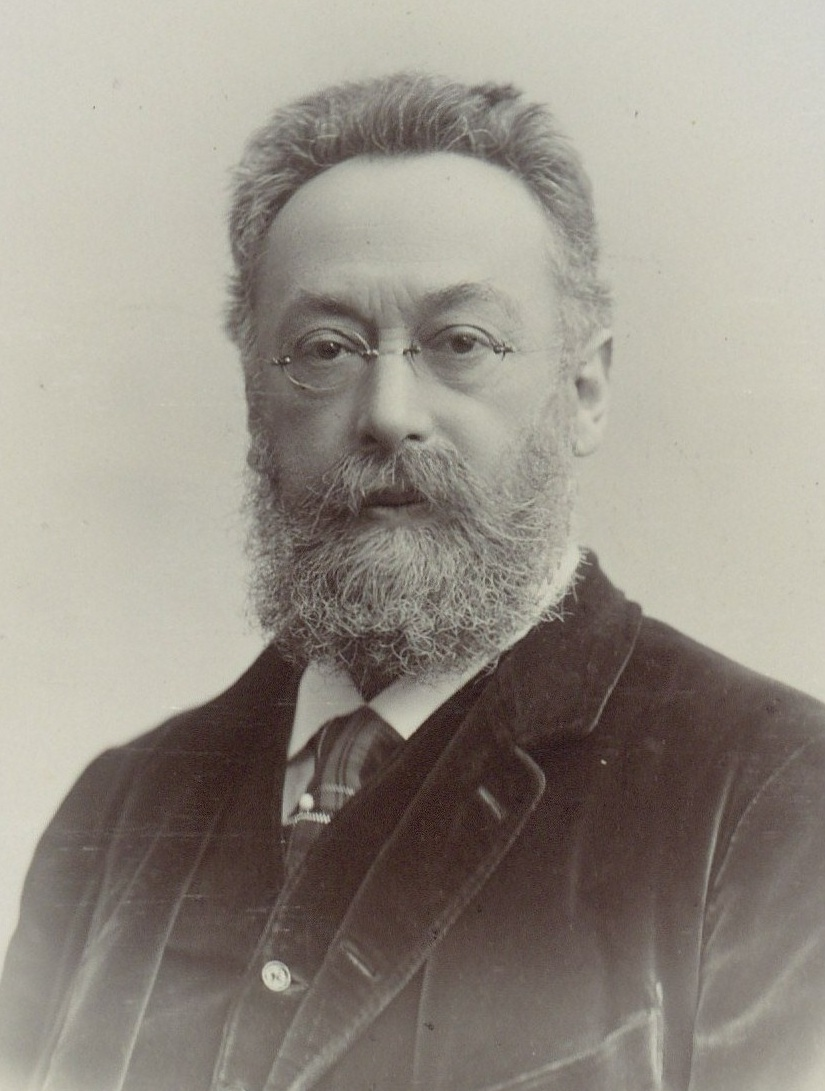
Adolf Lieben

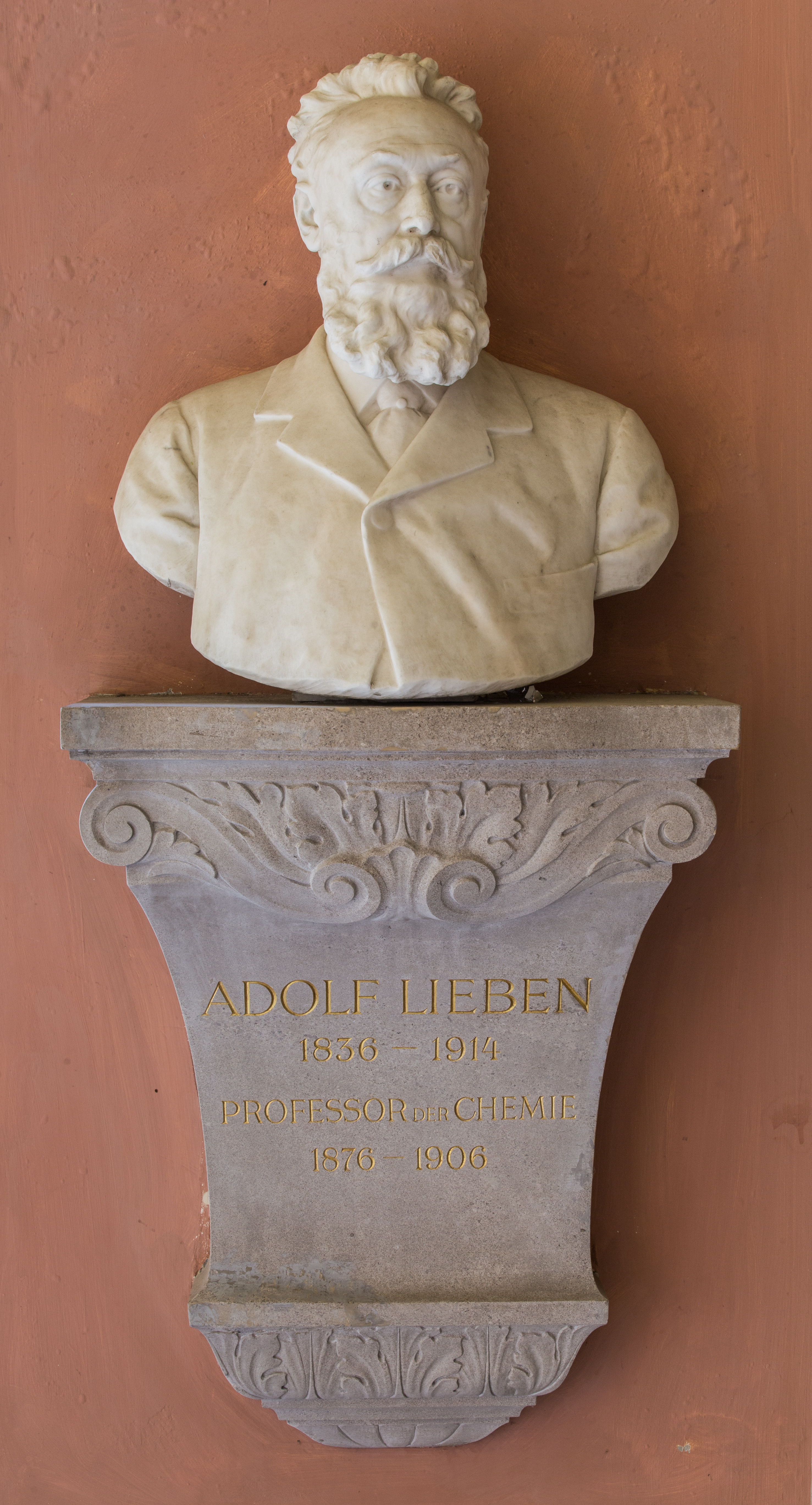
Büste von Adolf Lieben im Arkadenhof der Universität Wien

Adolf Lieben (* 3. Dezember 1836 in Wien; † 6. Juni 1914 ebenda) war ein österreichischer Chemiker.

## Leben
Lieben war jüdischer Herkunft, sein Vater war Ignatz Lieben (1805–1862) und seine Mutter Elise Lewinger (1807–1867). Nach dem Studium an den Universitäten in Wien und Heidelberg wurde er 1856 bei Robert Wilhelm Bunsen mit Auszeichnung promoviert. 1861 habilitierte er sich für das Fach Organische Chemie an der Universität Wien.
1865 wirkte er an der Universität Palermo und 1867 an der Universität Turin, 1871 lehrte er an der Universität Prag. Von 1875 bis 1906 war Lieben ordentlicher Universitätsprofessor und Vorstand des II. chemischen Universitätslaboratoriums an der Universität Wien.
Lieben wurde 1870 korrespondierendes und ab 1879 wirkliches Mitglied der Österreichischen Akademie der Wissenschaften, sowie der wissenschaftlichen Akademien von Rom, München und Berlin. Im Jahr 1888 wurde er zum Mitglied der Leopoldina gewählt. Er erhielt 1903 das Komturkreuz des Franz-Joseph-Ordens mit dem Stern und war Komtur der französischen Ehrenlegion. Im Jahr 1910 wurde er schließlich Mitglied des österreichischen Herrenhauses.
Lieben war seit 1887 mit Mathilde, einer Tochter des bedeutenden Bankiers Friedrich Schey von Koromla, verheiratet. Der gemeinsame Sohn Heinrich Lieben (1894–1945) wurde im KZ Buchenwald ermordet.
Nach seinem Tode wurde Lieben auf dem Döblinger Friedhof bestattet.
Im Arkadenhof der Wiener Universität – der Ruhmeshalle der Universität – steht seit 1922 eine Büste Liebens, geschaffen von Carl Kundmann. Im Rahmen von „Säuberungen“ durch die Nationalsozialisten Anfang November 1938 wurden zehn Skulpturen jüdischer oder vermeintlich jüdischer Professoren im Arkadenhof im Zusammenhang der „Langemarck-Feier“ umgestürzt oder mit Farbe beschmiert. Bereits zu diesem Zeitpunkt hatte der kommissarische Rektor Fritz Knoll eine Überprüfung der Arkadenhof-Plastiken veranlasst; auf seine Weisung hin wurden fünfzehn Monumente entfernt und in ein Depot gelagert, darunter diejenige von Adolf Lieben. Nach Kriegsende wurden im Jahr 1947 alle beschädigten und entfernten Denkmäler wieder im Arkadenhof aufgestellt.
Eine weitere Büste befindet sich in der Fakultät für Chemie in Wien.

## Bedeutung
Adolf Lieben war ein bahnbrechender Forscher auf dem Gebiet der organischen Chemie, die sich vor allem synthetischer Methoden bediente. Er entdeckte die nach ihm benannte liebensche Iodoform-Reaktion und begründete eine auf der Theorie der Atomverkettung fußende Richtung der organischen Chemie in Österreich. Lieben machte Untersuchungen über die Konstitution und Synthese der Alkohole, Aldehyde, Säuren und Kohlenwasserstoffe, und auch über die Kondensation von Aldehyden zu Aldolen. Sein bedeutendster Schüler war Carl Auer von Welsbach. Zusammen mit seinem Freund, dem Chemiker Ludwig Barth zu Barthenau begründete er die Monatshefte für Chemie.

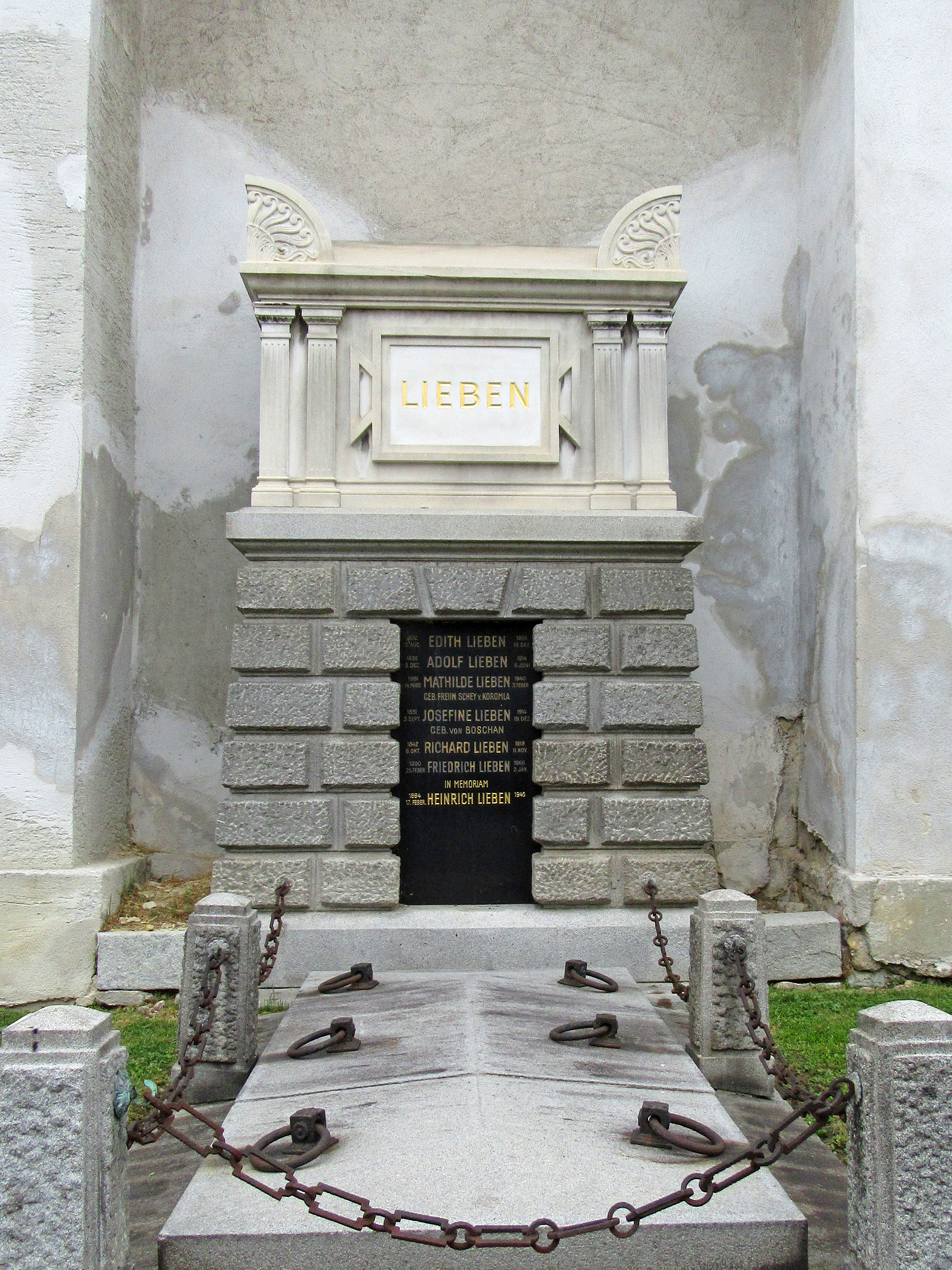
Grab von Adolf Lieben und seiner Familie auf dem Döblinger Friedhof